# ويلدون راسيل
ويلدون راسيل هو سياسي أمريكي، ولد في 1946 في مقاطعة واشنطن في الولايات المتحدة. نشط حزبياً في الحزب الديمقراطي. وقد انتخب عضو مجلس نواب لويزيانا ‏.